# Citroën C-Airplay

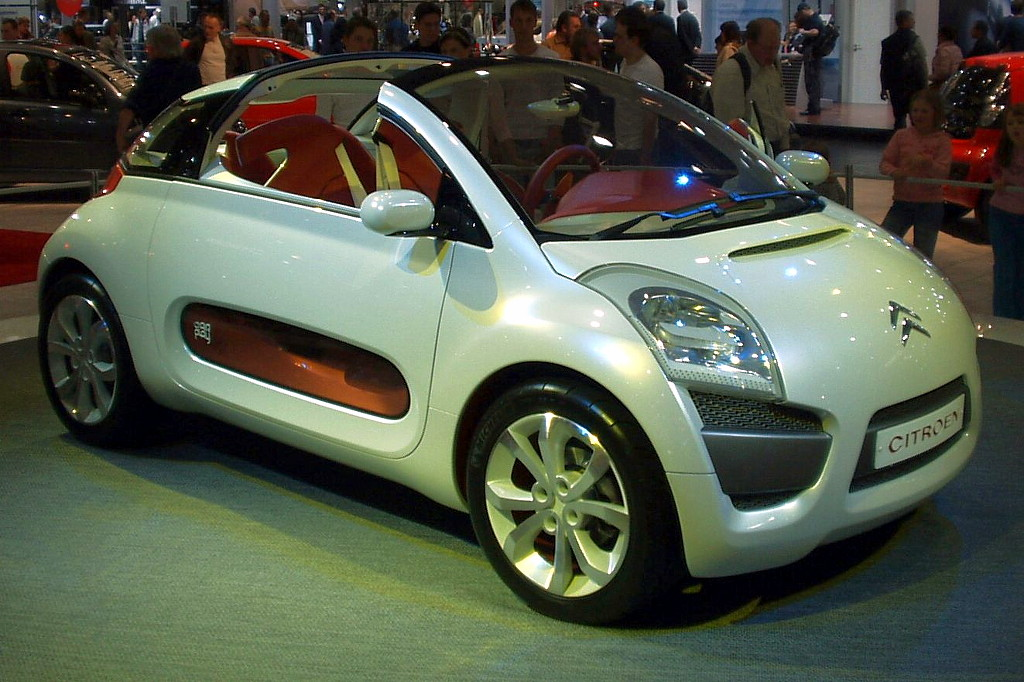
Citroën C-Airplay.

El Citroën C-Airplay es un prototipo de automóvil presentado por la marca de automóviles francesa Citroën en diciembre de 2005 en Salón del Automóvil de Bolonia. Es un automóvil del segmento A de dos asientos y puertas con cristales tintados insertados en la mitad inferior de cada puerta. 